# 錢衛平
錢衛平（1963年—），江苏省宜興市宜城鎮人，中國航天測控與通信專家，中国人民解放军少将，1980年考入國防科技大學。曾任北京跟蹤與通信技術研究所所長、中央軍委裝備发展部信息系统局局长，装备发展部副部長，也是「嫦娥二號」、「嫦娥一號」和載人飛船的任務測控系統總設計師。新華社曾於2012年報導，錢衛平在中國航天科技發展歷史中，從神舟一號到神舟九號，親身經歷並見證中國「航天測控通信技術通過自主創新走出的成功道路」。
2019年3月，钱卫平出任中央军委装备发展部副部長。同年7月5日，部份中文媒體批露，指中國網站、社交媒體熱傳，中央軍委裝備發展部副部長錢衛平「日前下午開會被帶走，並即時押往廣州，晚上被抄家，據傳涉間諜罪。但消息未獲官方證實。」7月14日香港明報報導，指「錢衛平涉諜線索來源於俄羅斯。」、「解放軍保衛部門在秘密調查後，於月初一次會議後將錢扣查。」、「由俄方通報中國軍方高級將領涉諜案，在過往較為罕見，被視為俄方向中方顯示對建立戰略協作伙伴關係的誠意。」明報指稱錢衛平涉案經過為「在美留學的兒子利用假期返家之時，多次翻拍和電子複製涉及解放軍裝備及載人航天等相關涉密文件，其間錢衛平雖有察覺，但並未深究」、「此前軍方並未察覺到錢衛平涉案的蛛絲馬迹，而錢的兒子在美遭CIA策反的線索亦是透過俄羅斯情報部門獲得。今年5月底，錢衛平之子從美回國後再未出境，相信亦因涉案而被扣查。」
2019年7月24日，中华人民共和国国防部发言人吴谦在例行新闻发布会上称钱卫平因涉嫌违纪和职务犯罪而接受调查，否认了钱因间谍罪而被捕的传闻。钱卫平是中共十九大以来首名接受调查的军级及以上“军老虎”（张阳、房峰辉系十九大前被免职和调查，但于十九大后公布），也是装备发展部成立以来的首虎。